# Championnat du pays de Galles de football 2004-2005
Navigation
Édition précédente Édition suivante
La 13e édition du championnat du pays de Galles de football est remportée par le Total Network Solutions. C’est le premier titre de champion du club. Rhyl FC l’emporte avec 4 points d’avance sur Rhyl Football Club. Bangor City complète le podium.
Le système de promotion/relégation reprend ses droits : descente et montée automatique pour les deux clubs terminant aux dernières places du classement. Afan Lido descend en deuxième division. Il est remplacé pour la saison 2005-2006 par Cardiff Grange Quins. Cefn Druids échappe toutefois à la relégation car un seul club de deuxième division s’est montré suffisamment solide financièrement pour accéder à l’élite.

## Les clubs de l'édition 2004-2005
| \| Aberystwyth Town Bangor City Caersws FC Connah's Quay Nomads Cwmbran Town Newtown AFC TNS Llansantffraid Rhyl FC Carmarthen Town Haverfordwest County Afan Lido Cefn Druids Port Talbot Town Caernarfon Town Welshpool Town Porthmadog FC Llanelli AFC Airbus UK \| Localisation des clubs engagés dans le championnat. |
| Aberystwyth Town Bangor City Caersws FC Connah's Quay Nomads Cwmbran Town Newtown AFC TNS Llansantffraid Rhyl FC Carmarthen Town Haverfordwest County Afan Lido Cefn Druids Port Talbot Town Caernarfon Town Welshpool Town Porthmadog FC Llanelli AFC Airbus UK                                                           |

| Club                                  | Stade                | Capacité | Ville                     |
| ------------------------------------- | -------------------- | -------- | ------------------------- |
| Aberystwyth Town Football Club        | Park Avenue Ground   | 2100     | Aberystwyth               |
| Airbus UK Football Club               | Airbus UK            | 1000     | Broughton                 |
| Afan Lido Football Club               | -                    | -        | Aberavon                  |
| Bangor City Football Club             | Farrar Road          | 1500     | Bangor                    |
| Caernarfon Town Football Club         | The Oval             | 3000     | Caernarfon                |
| Caersws Football Club                 | -                    | -        | Caersws                   |
| Carmarthen Town Football Club         | Richmond Park        | 3000     | Carmarthen                |
| Cefn Druids Association Football Club | Plaskynaston Lane    | 2500     | Wrexham                   |
| Connah's Quay Nomads Football Club    | Halfway Ground       | 3000     | Connah's Quay             |
| Cwmbran Town Football Club            | -                    | -        | Cwmbran                   |
| Haverfordwest County Football Club    | Newbridge Meadow     | 2000     | Haverfordwest             |
| Llanelli Association Football Club    | Stebonheath Park     | 3700     | Llanelli                  |
| Newtown Association Football Club     | Latham Park          | 4300     | Newtown                   |
| Porthmadog Football Club              | Y Traeth             | 4000     | Porthmadog                |
| Port Talbot Town Football Club        | Victoria Road Ground | 2000     | Port Talbot               |
| Rhyl Football Club                    | Belle Vue            | 4000     | Rhyl                      |
| Total Network Solutions Football Club | Recreation Ground    | 2000     | Llansantffraid-ym-Mechain |
| Welshpool Town Football Club          | Maes Y Dre           | 3000     | Welshpool                 |

## Compétition

### Classement
Le classement est établi sur le barème de points classique (victoire à 3 points, match nul à 1, défaite à 0).
| Rang | Équipe                  | Pts | J  | G  | N  | P  | Bp | Bc | Diff |
| ---- | ----------------------- | --- | -- | -- | -- | -- | -- | -- | ---- |
| 1    | Total Network Solutions | 78  | 34 | 23 | 9  | 2  | 83 | 25 | +58  |
| 2    | Rhyl FC T               | 74  | 34 | 23 | 5  | 6  | 70 | 31 | +39  |
| 3    | Bangor City             | 67  | 34 | 20 | 7  | 7  | 73 | 44 | +29  |
| 4    | Haverfordwest County    | 63  | 34 | 17 | 12 | 5  | 50 | 28 | +22  |
| 5    | Caersws FC              | 62  | 34 | 19 | 5  | 10 | 67 | 39 | +28  |
| 6    | Carmarthen Town         | 61  | 34 | 17 | 10 | 7  | 60 | 34 | +26  |
| 7    | Cwmbran Town            | 53  | 34 | 15 | 8  | 11 | 52 | 47 | +5   |
| 8    | Aberystwyth Town        | 53  | 34 | 15 | 8  | 11 | 45 | 40 | +5   |
| 9    | Welshpool Town          | 51  | 34 | 14 | 9  | 11 | 55 | 46 | +9   |
| 10   | Newtown AFC             | 46  | 34 | 13 | 7  | 14 | 49 | 55 | -6   |
| 11   | Porthmadog FC           | 45  | 34 | 11 | 12 | 11 | 38 | 39 | -1   |
| 12   | Connah's Quay Nomads    | 36  | 34 | 9  | 9  | 16 | 48 | 58 | -10  |
| 13   | Port Talbot Town        | 29  | 34 | 6  | 11 | 17 | 36 | 49 | -13  |
| 14   | Llanelli AFC P          | 29  | 34 | 8  | 5  | 21 | 42 | 85 | -43  |
| 15   | Caernarfon Town         | 28  | 34 | 7  | 7  | 20 | 29 | 72 | -43  |
| 16   | Airbus UK               | 24  | 34 | 5  | 9  | 20 | 36 | 76 | -40  |
| 17   | Newi Cefn Druids        | 22  | 34 | 5  | 7  | 22 | 30 | 72 | -42  |
| 18   | Afan Lido               | 21  | 34 | 6  | 6  | 22 | 29 | 52 | -23  |

| Légende : Qualifications et relégations | Légende : Qualifications et relégations                                                       |
| --------------------------------------- | --------------------------------------------------------------------------------------------- |
|                                         | Ligue des champions 2005-2006                                                                 |
|                                         | Coupe de l'UEFA 2005-2006, premier tour préliminaire                                          |
|                                         | Relégation en deuxième division                                                               |
|                                         | (T) : Tenant du titre (C) : Vainqueurs de la Coupe du pays de Galles de football (P) : Promus |

## Bilan de la saison
| Championnat du pays de Galles de football 2004-2005 |                                     |
| Champion                                            | Total Network Solutions (1er titre) |
| Qualifications continentales                        |                                     |
| Ligue des champions 2005-2006                       | Total Network Solutions             |
| Coupe UEFA 2005-2006                                | Rhyl FC                             |
| Promotions et relégations                           |                                     |
| Promus en Premier League                            | Cardiff Grange Quins                |
| Relégués en Cymru League                            | Afan Lido                           |

## Statistiques

### Meilleur buteur
1. Marc Lloyd-Williams (TNS Llansantffraid) 34 buts
2. Paul Roberts (Bangor City) 24 buts
3. Graham Evans (Caersws FC) 20 buts